# Jarmark irbicki
Jarmark Irbicki (ros. Ирбитская ярмарка) – drugi co do wielkości jarmark (po Makariewskim Jarmarku organizowanym w rejonie Niżnego Nowogrodu), odbywający się na terenie Imperium Rosyjskiego w mieście Irbit (obecnie obwód swierdłowski) od pierwszej połowy XVII wieku do roku 1929. Do dawnych tradycji powrócono po rozpadzie Związku Radzieckiego.

## Historia
Od 1632 roku na terenie dzisiejszego Irbitu odbywała się wymiana handlowa pomiędzy Tatarami Syberyjskimi i ugrofińskimi ludami zamieszkującymi ten obszar. Korzystne położenie geograficzne tego miejsca sprawiło, że stało się ono wyśmienitą lokalizacją pod punkt handlowy. W 1643 roku decyzją cara Michała I Romanowa ustanowiono tutaj tzw. Irbicki Jarmark. Każdego roku otwierał on swe podwoje od 25 stycznia do 1 marca. W 1686 roku wybudowano rodzaj domu towarowego, w którym swe miejsca mogło znaleźć 45 punktów wystawowych i 52 kioski. To jednak nie zaspokajało zapotrzebowania i kupcy rozkładali swe towary na ulicach, a nawet w przy lokalnych cerkwiach. Handlowano przede wszystkim towarami pochodzącymi z Syberii, skórami zwierząt, wytworami z drewna, ale także dobrami pochodzącymi z Chin czy Persji. W XVIII wieku władze większych ośrodków podjęły próby by przejąć jarmarki i przenieść je do Jekaterynburga czy Tiumeni, ale próby te nie powiodły się. Szczyt powodzenia jarmarki organizowane w Irbicie osiągają w XIX wieku, gdy stają się jednym z najważniejszych centrów handlu w całym Imperium Rosyjskim.
W latach 1817–1863 dochody jakie osiągali kupcy na Irbickim Jarmarku wzrosły aż szesnastokrotnie. To tutaj spotykali się kupcy podążający z europejskiej części Rosji na wschód, gdzie nabywali towary pochodzenia syberyjskiego, ale miasto zyskało także na znaczeniu zdobywając kupców z Azji Centralnej i z Cesarstwa Chińskiego. W 1838 roku jarmark w Irbicie został odwiedzony przez 850 kupców pochodzenia rosyjskiego, 270 pochodzących z Buchary i Chiwy oraz 24 innej narodowości. W tym okresie Jarmark Irbicki staje się głównym miejscem wymiany towarowej i swoistym pośrednikiem handlowym dla większości towarów pochodzących z Azji Centralnej. Przez targi te potrafiło przewinąć się każdego roku ponad sto tysięcy ludzi. Stąd towary były przesyłane dalej, do Moskwy, Petersburga, Niżnego Nowogrodu, Polski, a także do Ameryki. Irbicki Jarmark został przedstawiony w powieści Borysa Pasternaka Doktor Żywago. I wojna światowa, a następnie przewrót bolszewicki i wojna domowa doprowadziły do spadku znaczenia jarmarku. Ostatni raz, po raz 279, odbył się on w 1929 roku. Do dawnych tradycji, już w postaci nowoczesnych targów, nawiązano po rozpadzie Związku Radzieckiego.